# Grand Prix de Fourmies 1999
La 67e édition du Grand Prix de Fourmies a eu lieu le 12 septembre 1999. Elle a été remportée par le Russe Dimitri Konyshev.

## Classement final
Dimitri Konyshev remporte la course en parcourant les 211 kilomètres en 4 h 52 min 16 s à la vitesse moyenne de 43,317 km/h.
| \| Classement général \| Classement général \| Classement général \| Classement général \| Classement général \| \| Coureur \| Coureur \| Pays \| Équipe \| Temps \| \| ------------------ \| ------------------- \| ------------------ \| --------------------- \| ------------------ \| \| 1er \| Dimitri Konyshev \| Russie \| Mercatone Uno-Bianchi \| 4 h 52 min 16 s \| \| 2e \| Maximilian Sciandri \| Royaume-Uni \| La Française des jeux \| + 0 s \| \| 3e \| Dave Bruylandts \| Belgique \| Palmans-Ideal \| + 0 s \| \| 4e \| Geert Verheyen \| Belgique \| Lotto-Mobistar \| + 0 s \| \| 5e \| Marco Fincato \| Italie \| Mercatone Uno-Bianchi \| + 4 s \| \| 6e \| Andrea Ferrigato \| Italie \| Ballan-Alessio \| + 13 s \| \| 7e \| Michael Blaudzun \| Danemark \| Home-Jack & Jones \| + 13 s \| \| 8e \| Nicki Sørensen \| Danemark \| Chicky World \| + 17 s \| \| 9e \| Johan Museeuw \| Belgique \| Mapei-Quick Step \| + 43 s \| \| 10e \| Fabio Baldato \| Italie \| Gewiss \| + 43 s \| |                     |             |                       |                 |
| |                     |             |                       |                 |
| Source : Cycling Archives |                     |             |                       |                 |
| Classement général |                     |             |                       |                 |
| Coureur | Coureur             | Pays        | Équipe                | Temps           |
| 1er | Dimitri Konyshev    | Russie      | Mercatone Uno-Bianchi | 4 h 52 min 16 s |
| 2e | Maximilian Sciandri | Royaume-Uni | La Française des jeux | + 0 s           |
| 3e | Dave Bruylandts     | Belgique    | Palmans-Ideal         | + 0 s           |
| 4e | Geert Verheyen      | Belgique    | Lotto-Mobistar        | + 0 s           |
| 5e | Marco Fincato       | Italie      | Mercatone Uno-Bianchi | + 4 s           |
| 6e | Andrea Ferrigato    | Italie      | Ballan-Alessio        | + 13 s          |
| 7e | Michael Blaudzun    | Danemark    | Home-Jack & Jones     | + 13 s          |
| 8e | Nicki Sørensen      | Danemark    | Chicky World          | + 17 s          |
| 9e | Johan Museeuw       | Belgique    | Mapei-Quick Step      | + 43 s          |
| 10e | Fabio Baldato       | Italie      | Gewiss                | + 43 s          |